# Austin Cindric
Austin Cindric,  född 2 september 1998 i Columbus, Ohio, är en amerikansk racerförare. 

## Racingkarriär

### Nascar
Han inledde sin Nascarkarriär 2015 i Nascar Camping World Truck Series. 2017 började han tävla i Nascar Xfinity Series, där han tävlade till 2021  och blev mästare 2020. 2021 slutade han på andra plats. Han har totalt vunnit 13 lopp i Xfinity Series och 1 lopp i Nascar Camping World Truck Series (2017).
2021 var han deltidsförare i Nascar Cup Series för att 2022 ta över 2-bilen från Brad Keselowski. Han vann 2022 års Daytona 500.

## Utmärkelser
- 2022 - Nascar Cup Series Rookie of the Year[7]

## Familj
Austin är son till Team Penskes ordförande Tim Cindric.